# بيرسي هاردي
بيرسي هاردي (بالإنجليزية: Percy Hardy)‏ (26 يونيو 1880 في المملكة المتحدة - 9 مارس 1916 في المملكة المتحدة) هو لاعب كريكت بريطاني (وحمل سابقاً جنسية المملكة المتحدة لبريطانيا العظمى وأيرلندا). لعب مع نادي مقاطعة سومرست للكريكت ‏.